# Fayetteville (Texas)
Fayetteville é uma cidade localizada no estado norte-americano de Texas, no Condado de Fayette.

## Demografia
Segundo o censo norte-americano de 2000, a sua população era de 261 habitantes.
Em 2006, foi estimada uma população de 274, um aumento de 13 (5.0%).

## Geografia
De acordo com o United States Census Bureau tem uma área de
1,1 km², dos quais 1,1 km² cobertos por terra e 0,0 km² cobertos por água. Fayetteville localiza-se a aproximadamente 282 m acima do nível do mar.

## Localidades na vizinhança
O diagrama seguinte representa as localidades num raio de 28 km ao redor de Fayetteville.